# Barraca XIII (Aiguamúrcia)
La Barraca XIII és una obra d'Aiguamúrcia (Alt Camp) inclosa a l'Inventari del Patrimoni Arquitectònic de Catalunya.

## Descripció
És una gran construcció, exempta i composta de tres estances, orientada al SE. La coberta és de pedruscall i el portal dovellat. La cornisa és horitzontal amb una filada de pedres col·locades al rastrell.
La primera estança és rectangular, amida: fondària 2'15m. Amplada 2'00m. Conté una menjadora, està coberta amb falsa cúpula, alçada màxima 2'90m. L'estança central és de planta ovalada. Fondària 3'10m. Amplada 2'73m. Conté una menjadora i està coberta amb una falsa cúpula, alçada màxima 2'85m. La tercera estança és de planta circular, diàmetre 2'180m. Està coberta amb falsa cúpula, alçada màxima 2'50m, i conté un cocó.